# Emmerich Zederbauer
Emmerich Zederbauer, auch Emerich Zederbauer (* 29. September 1877 in Nußdorf; † 4. September 1950 in Wien) war ein österreichischer Botaniker. Sein botanisches Autorenkürzel lautet „Zederb.“.

## Leben
Emmerich Zederbauer besuchte das Gymnasium in St. Pölten, studierte nach der Matura 1898 an der Universität Wien Naturwissenschaften mit Schwerpunkt Geologie und Botanik und war ab 1. Oktober 1900 Demonstrator und vom 1. Jänner 1903 bis 31. Juli 1905 Assistent von Richard Wettstein am Botanischen Institut der Universität Wien, wobei er während dieser Zeit 1902 das Gebiet des Erdschias Dagh (Kleinasien) floristisch durchforschte sowie mit seiner 1902 veröffentlichten Dissertation Untersuchungen über Anlage und Entwicklung der Knospen an den Vorkeimen einiger Laubmoose am 10. Februar 1903 zum Dr. phil. promovierte. Danach war er zunächst Assistent und ab Oktober 1906 dann Adjunkt an der k.k. Forstlichen Versuchsanstalt Mariabrunn, wo er 1913 zum Inspektor und 1919 zum Oberinspektor ernannt wurde.
Emmerich Zederbauer habilitierte sich 1912 mit seiner Habilitationsschrift Variationsrichtungen der Nadelhölzer an der k.k. Hochschule für Bodencultur in Wien für systematische Botanik mit besonderer Berücksichtigung der Pflanzengeographie und wurde Ende 1921 als außerordentlicher Professor und 1924 zum ordentlichen Professor für Obst- und Gartenbau berufen. Der Schwerpunkt seiner Forschungen lag im Bereich der botanischen Morphologie und Entwicklungsgeschichte, Physiologie sowie Vererbung und Variation bei Pflanzen.
Als Rektor des Studienjahres 1937/38 wurde Emmerich Zederbauer während des „Anschlusses“ Österreichs an Hitlerdeutschland von den neuen Machthabern am 12. März 1938 als politischer Häftling verhaftet und vom Leiter der illegalen nationalsozialistischen Zelle an der Hochschule Franz Sekera abgesetzt, der kommissarisch die Leitung der Hochschule übernahm. Emmerich Zederbauer wurde im Polizeigefängnis Roßauer Lände inhaftiert und vom 1. bis 2. April 1938 mit dem „Prominententransport“ nach Deutschland in das vom SS-Oberführer Hans Loritz geleitete KZ Dachau deportiert, wo er als sogenannter „Schutzhäftling“ die Häftlingsnummer 13788 erhielt. An der Hochschule wurde Hermann Kaserer von den übrigen Professoren am 17. März einstimmig zu seinem Nachfolger bestimmt und Ende Mai 1938 wurde Emmerich Zederbauer mit dem Existenzminimum von 140 Reichsmark in den dauernden Ruhestand versetzt. Während seiner Haft in Dachau erstellte er den Entwurf für die „Plantage“ als Versuchsanstalt zur Nutzung pflanzlicher Wirkstoffe und des organisch-dynamischen Landbaus. Nach intensiven Bemühungen seiner Ehefrau und einem Teil seiner Studenten und nachdem selbst der bis dahin ablehnend eingestellte Führer des Nationalsozialistischen Deutschen Dozentenbundes an der Hochschule Franz Sekera am 10. August 1938 einem Hafturlaub schriftlich beim Generalstaatsanwalt Heinrich Welsch zugestimmt hatte, wurde Zederbauer am 20. September 1938 aus dem KZ entlassen, war allerdings mittlerweile körperlich und seelisch gebrochen. Nach seiner Entlassung wurde er überwacht und musste sich wöchentlich bei der Polizei melden.
Emmerich Zederbauer war ab 1901 Mitglied der Zoologisch-Botanischen Gesellschaft in Wien und wurde 1928 unter der Präsidentschaft des Geologen Johannes Walther in der Fachsektion Landbauwissenschaften als Mitglied in die Deutsche Akademie der Naturforscher Leopoldina aufgenommen.
Im Jahr 1945 wurde er zum Ehrendoktor der Hochschule für Bodenkultur ernannt.
Er war seit Dezember 1937 Ehrenmitglied der katholischen Studentenverbindungen Nibelungia und Pflug und wird seit Kriegsende 1945, nachdem der 1921 an der Hochschule für Bodenkultur gegründete Pflug als einzige ÖCV-Verbindung nicht reaktiviert wurde, als Ehrenmitglied der KÖHV Franco-Bavaria Wien (seit 1933 im Österreichischen Cartellverband (ÖCV)) geführt.
Emmerich Zederbauer war ab 1903 verheiratet mit Henriette, geb. Holzleitner (1878–1961).
Er wurde am 7. September 1950 auf dem Grinzinger Friedhof beigesetzt.

## Würdigung
Am 31. Dezember 1984 wurde im Hauptgebäude der Universität für Bodenkultur eine aus Metall gefertigte Gedenktafel für Hans Karl Zeßner-Spitzenberg und Emmerich Zederbauer angebracht. Die Tafel trägt die Inschrift:
"Professor Dr. jur. Hans Karl Zessner-Spitzenberg
Professor Dr. phil. Emmerich Zederbauer
und allen Opfern des Nationalsozialismus"

## Schriften (Auswahl)
- Untersuchungen über Anlage und Entwicklung der Knospen an den Vorkeimen einiger Laubmoose. In: Österreichische botanische Zeitschrift, 52, 1902, S. 45–48 (Digitalisat)
- mit Arnold Penther: Ergebnisse einer naturwissenschaftlichen Reise zum Erdschias-Dagh (Kleinasien). In: Annalen des k.k. Naturhistorischen Hofmuseums, XX, 1905 (Digitalisat)
- Vegetationsbilder aus Kleinasien. Fischer, Jena 1906 (Digitalisat)
- Die Harmonie im Weltall, in der Natur und Kunst. Orion, Wien und Leipzig 1917 (Digitalisat)
- Handbuch des Obstbaues. Carl Gerolds Sohn, Wien und Leipzig 1936